# Xanthorhoe fidonaria
Xanthorhoe fidonaria là một loài bướm đêm trong họ Geometridae.